# Primera División 2019 (Uruguay)
Het seizoen 2019 van de Primera División was het 116e seizoen van de hoogste Uruguayaanse voetbalcompetitie. De competitie begon op 16 februari en eindigde op 15 december 2019.

## Teams
Er namen zestien ploegen deel aan de Primera División tijdens het seizoen 2019. Dertien ploegen wisten zich vorig seizoen te handhaven en drie ploegen promoveerden vanuit de Segunda División: Cerro Largo FC (kampioen), CA Juventud (nummer twee) en Club Plaza Colonia de Deportes (nummer drie) kwamen in de plaats van de gedegradeerde ploegen CA Torque en CA Atenas. Ook CCyD El Tanque Sisley verdween uit de Primera División; zij namen vorig seizoen niet deel door een te hoge schuldenlast.
| Club                           | Stad                   | Stadion                                                   | Capaciteit | Vorig seizoen |
| ------------------------------ | ---------------------- | --------------------------------------------------------- | ---------- | ------------- |
| CA Boston River                | Florida                | Estadio Campeones Olímpicos                               | 7.000      | 14e           |
| CA Cerro                       | Montevideo             | Estadio Luis Tróccoli                                     | 25.000     | 5e            |
| Cerro Largo FC                 | Melo                   | Estadio Arquitecto Antonio Eleuterio Ubilla               | 10.000     | 1e (2ª)       |
| Danubio FC                     | Montevideo             | Estadio Jardines del Hipódromo María Mincheff de Lazaroff | 18.000     | 3e            |
| Defensor Sporting Club         | Montevideo             | Estadio Luis Franzini                                     | 16.000     | 4e            |
| CA Fénix                       | Montevideo             | Estadio Parque Capurro                                    | 5.500      | 12e           |
| CA Juventud                    | Las Piedras            | Estadio Parque Artigas                                    | 12.000     | 2e (2ª)       |
| Liverpool FC                   | Montevideo             | Estadio Belvedere                                         | 8.384      | 6e            |
| Montevideo Wanderers FC        | Montevideo             | Estadio Parque Alfredo Víctor Viera                       | 15.000     | 7e            |
| Club Nacional de Football      | Montevideo             | Estadio Gran Parque Central                               | 34.000     | 2e            |
| CA Peñarol                     | Montevideo             | Estadio Campeón del Siglo                                 | 40.005     | 1e            |
| Club Plaza Colonia de Deportes | Colonia del Sacramento | Parque Cincuentenario                                     | 6.000      | 3e (2ª)       |
| CA Progreso                    | Montevideo             | Estadio Parque Abraham Paladino                           | 5.400      | 9e            |
| Racing Club de Montevideo      | Montevideo             | Estadio Parque Osvaldo Roberto                            | 8.500      | 10e           |
| Rampla Juniors FC              | Montevideo             | Estadio Olímpico de Montevideo                            | 6.000      | 15e           |
| CA River Plate                 | Montevideo             | Estadio Parque Federico Omar Saroldi                      | 5.165      | 8e            |

## Competitie-opzet
De competitie werd gespeeld van 16 februari tot en met 15 december 2019 en bestond uit drie delen: de Apertura, het Torneo Intermedio en de Clausura. In de Apertura en de Clausura speelden alle ploegen eenmaal tegen elkaar. Voor het Torneo Intermedio werden de clubs in twee groepen verdeeld die elk eenmaal tegen elkaar spelen. De groepswinnaars speelden vervolgens in de finale tegen elkaar.
De winnaars van de Apertura en de Clausura kwalificeerden zich voor de halve finales van het Campeonato. De winnaar van het totaalklassement (waarin alle wedstrijden, met uitzondering van de finale van het Torneo Intermedio, werden meegeteld) plaatste zich voor de finale van het Campeonato. De winnaar van die finale werd landskampioen, de verliezer werd tweede. Alle overige clubs werden gerangschikt op basis van het totaalklassement.

### Kwalificatie voor internationale toernooien
Het seizoen 2019 gold als kwalificatie voor de Zuid-Amerikaanse competities (Copa Libertadores en Copa Sudamericana) van 2020. De top-vier kwalificeerde zich voor de Copa Libertadores 2020. Ook voor de Copa Sudamericana 2020 plaatsten zich vier Uruguayaanse ploegen. De winnaars van het Torneo Intermedio en de verliezer van de halve finale van het Campeonato (winnaar van de Apertura of Clausura) kwalificeerden zich indien ze zich niet hebben gekwalificeerd voor de Copa Libertadores. De resterende Uruguayaanse plekken werden opgevuld op basis van de totaalstand.

## Apertura
Het Torneo Apertura werd gespeeld van 16 februari tot en met 2 juni 2019. Alle ploegen speelden eenmaal tegen elkaar. De ploeg met de meeste punten werd winnaar van de Apertura en plaatste zich voor de halve finale van het Campeonato. Indien er twee ploegen gelijk eindigden met de meeste punten, dan zouden ze een beslissingswedstrijd spelen. In het geval dat er drie of meer ploegen gelijk eindigden met de meeste punten, dan zouden de twee ploegen met het beste doelsaldo een beslissingswedstrijd spelen.
CA Peñarol was de beste ploeg in deze competitiehelft. Na de negende speelronde heroverden ze de koppositie en tijdens de dertiende speelweek pakten ze de winst in de Apertura door op bezoek bij concurrent CA Fénix met 1–2 te winnen. Hierdoor kwalificeerde Peñarol zich voor de halve finale van het Campeonato.

### Eindstand Apertura
|     | Club                           | Sp. | W | G | V | Pnt. | DV | DT | DS  |
| --- | ------------------------------ | --- | - | - | - | ---- | -- | -- | --- |
| 1.  | CA Peñarol                     | 15  | 9 | 4 | 2 | 31   | 27 | 11 | +16 |
| 2.  | CA Fénix                       | 15  | 8 | 4 | 3 | 28   | 36 | 26 | +10 |
| 3.  | Club Nacional de Football      | 15  | 7 | 6 | 2 | 27   | 32 | 17 | +15 |
| 4.  | Cerro Largo FC                 | 15  | 8 | 3 | 4 | 27   | 23 | 12 | +11 |
| 5.  | Danubio FC                     | 15  | 8 | 3 | 4 | 27   | 22 | 17 | +5  |
| 6.  | Montevideo Wanderers FC        | 15  | 6 | 5 | 4 | 23   | 22 | 22 | 0   |
| 7.  | CA Progreso                    | 15  | 6 | 4 | 5 | 22   | 26 | 25 | +1  |
| 8.  | Liverpool FC                   | 15  | 5 | 5 | 5 | 20   | 29 | 29 | 0   |
| 9.  | CA Boston River                | 15  | 5 | 5 | 5 | 20   | 18 | 22 | –4  |
| 10. | Rampla Juniors FC              | 15  | 5 | 3 | 7 | 18   | 16 | 23 | –7  |
| 11. | Defensor Sporting Club         | 15  | 4 | 4 | 7 | 16   | 21 | 27 | –6  |
| 12. | Racing Club de Montevideo      | 15  | 4 | 3 | 8 | 15   | 20 | 30 | –10 |
| 13. | CA Juventud                    | 15  | 4 | 2 | 9 | 14   | 21 | 22 | –1  |
| 14. | Club Plaza Colonia de Deportes | 15  | 3 | 5 | 7 | 14   | 15 | 21 | –6  |
| 15. | CA River Plate                 | 15  | 3 | 5 | 7 | 14   | 14 | 29 | –15 |
| 16. | CA Cerro                       | 15  | 3 | 3 | 9 | 12   | 14 | 23 | –9  |

### Legenda
| Kleur | Kwalificatie voor       |
| ----- | ----------------------- |
|       | Halve finale Campeonato |

#### Topscorers
| №  | Speler               | Club           | Goals |
| -- | -------------------- | -------------- | ----- |
| 1. | Leonardo Fernández   | CA Fénix       | 12    |
| 2. | Joaquín Zeballos     | CA Juventud    | 11    |
| 3. | Juan Ignacio Ramírez | Liverpool FC   | 8     |
| 3. | Sebastián Sosa       | Cerro Largo FC | 8     |

## Torneo Intermedio
Het Torneo Intermedio werd gespeeld van 3 juli tot en met 8 september 2019. De ploegen werden verdeeld in twee groepen: in Groep A zaten de ploegen die in de Apertura op een oneven positie (eerste, derde, et cetera) waren geëindigd. In Groep B zaten de ploegen die op een even positie waren geëindigd.
Voor het eerst sinds het Torneo Intermedio werd georganiseerd (dit was de derde keer) zaten rivalen Club Nacional de Football en CA Peñarol bij elkaar in de groep. Deze groep (Groep A) werd echter gewonnen door CA River Plate, met één punt voorsprong op Nacional. Zo werd dit de eerste keer dat Nacional de finale van het Torneo Intermedio niet haalde, en de eerste keer dat deze finale werd gespeeld zonder een van beide rivalen.
Groep B werd gewonnen door Liverpool FC, dat zo de tegenstander van River Plate werd in de finale. In die wedstrijd wist River Plate tot tweemaal toe (in de reguliere speeltijd en in de verlenging) terug te komen van een achterstand. In de strafschoppenserie trokken de Darseneros uiteindelijk toch aan het kortste eind. Liverpool won dus het Torneo Intermedio en kwalificeerde zich eveneens voor de Supercopa Uruguaya 2020.

### Groep A
|    | Club                      | Sp. | W | G | V | Pnt. | DV | DT | DS |
| -- | ------------------------- | --- | - | - | - | ---- | -- | -- | -- |
| 1. | CA River Plate            | 7   | 4 | 3 | 0 | 15   | 7  | 3  | +4 |
| 2. | Club Nacional de Football | 7   | 4 | 2 | 1 | 14   | 13 | 6  | +7 |
| 3. | CA Progreso               | 7   | 2 | 4 | 1 | 10   | 9  | 7  | +2 |
| 4. | CA Peñarol                | 7   | 2 | 3 | 2 | 9    | 9  | 7  | +2 |
| 5. | Defensor Sporting Club    | 7   | 2 | 3 | 2 | 9    | 12 | 12 | 0  |
| 6. | CA Juventud               | 7   | 1 | 4 | 2 | 7    | 5  | 7  | –2 |
| 7. | CA Boston River           | 7   | 1 | 4 | 2 | 7    | 5  | 9  | –4 |
| 8. | Danubio FC                | 7   | 0 | 1 | 6 | 1    | 5  | 14 | –9 |

### Groep B
|    | Club                           | Sp. | W | G | V | Pnt. | DV | DT | DS  |
| -- | ------------------------------ | --- | - | - | - | ---- | -- | -- | --- |
| 1. | Liverpool FC                   | 7   | 6 | 0 | 1 | 18   | 18 | 5  | +13 |
| 2. | Cerro Largo FC                 | 7   | 5 | 1 | 1 | 16   | 11 | 5  | +6  |
| 3. | Club Plaza Colonia de Deportes | 7   | 4 | 1 | 2 | 13   | 9  | 7  | +2  |
| 4. | CA Fénix                       | 7   | 3 | 0 | 4 | 9    | 7  | 10 | –3  |
| 5. | Rampla Juniors FC              | 7   | 2 | 1 | 4 | 7    | 11 | 12 | –1  |
| 6. | CA Cerro                       | 7   | 2 | 1 | 4 | 7    | 3  | 7  | –4  |
| 7. | Racing Club de Montevideo      | 7   | 2 | 1 | 4 | 7    | 10 | 16 | –6  |
| 8. | Montevideo Wanderers FC        | 7   | 1 | 1 | 5 | 4    | 9  | 16 | –7  |

### Legenda
| Kleur | Kwalificatie voor        |
| ----- | ------------------------ |
|       | Finale Torneo Intermedio |

### Finale
|                                    |                         |                     |                         |                                                                            |
| 8 september 2019 15:00 uur (UTC−3) | Liverpool FC            | 2 - 2 (n.v.)        | CA River Plate          | Estadio Luis Franzini, Montevideo Scheidsrechter: Andrés Matonte (Uruguay) |
| 8 september 2019 15:00 uur (UTC−3) | Ramírez 20' Olivera 97' | Verslag (Soccerway) | 70' Piquerez 110' Viera | Estadio Luis Franzini, Montevideo Scheidsrechter: Andrés Matonte (Uruguay) |
| 8 september 2019 15:00 uur (UTC−3) | Strafschoppen           |                     |                         | Estadio Luis Franzini, Montevideo Scheidsrechter: Andrés Matonte (Uruguay) |
| 8 september 2019 15:00 uur (UTC−3) | 5 – 4                   |                     |                         | Estadio Luis Franzini, Montevideo Scheidsrechter: Andrés Matonte (Uruguay) |

#### Topscorers
| №  | Speler               | Club                      | Goals |
| -- | -------------------- | ------------------------- | ----- |
| 1. | Juan Ignacio Ramírez | Liverpool FC              | 9     |
| 2. | Mariano Pavone       | Defensor Sporting Club    | 6     |
| 3. | Gonzalo Bergessio    | Club Nacional de Football | 5     |

## Clausura
Het Torneo Clausura werd gespeeld van 14 september tot en met 5 december 2019. Alle ploegen speelden eenmaal tegen elkaar volgens het inverse schema van de Apertura (voor alle duels werden de thuis- en uitploeg dus omgedraaid). De ploeg met de meeste punten werd winnaar van de Clausura en plaatste zich voor de halve finale van het Campeonato. Indien er twee ploegen gelijk eindigden met de meeste punten, dan zouden ze een beslissingswedstrijd spelen. In het geval dat er drie of meer ploegen gelijk eindigden met de meeste punten, dan zouden de twee ploegen met het beste doelsaldo een beslissingswedstrijd spelen.
Club Nacional de Football ging vanaf de eerste speeldag aan de leiding, maar moest door een nederlaag tijdens de dertiende speelronde de koppositie afstaan aan CA Peñarol. Een week later verspeelde Peñarol echter punten, waardoor Nacional weer op gelijke hoogte kon komen. De laatste speelronde kon beslissen over winst in de Clausura, maar zowel Nacional als Peñarol wisten te winnen en eindigden dus met een gelijk aantal punten. Hierdoor werd er een beslissingswedstrijd gespeeld.
Over het gehele jaar (Apertura, Torneo Intermedio en Clausura) had Nacional het beste gepresteerd. Hierdoor waren ze al gekwalificeerd voor de finale om het landskampioenschap. In die finale zouden ze het opnemen tegen de winnaar van de halve finale: een wedstrijd tussen de winnaars van de Apertura (Peñarol) en de Clausura.
De beslissingswedstrijd om winst in de Clausura had dus ook gevolgen voor de strijd om de landstitel: als Peñarol zou winnen, dan plaatsten ze zich automatisch voor de finale. Indien Nacional zou winnen, dan moest Peñarol eerst een halve finale spelen (wederom tegen Nacional) om de finale te bereiken.
In de beslissingswedstrijd won Nacional met 2–0 van Peñarol. Hierdoor kwalificeerden ze zich voor de halve finale van het Campeonato.

### Eindstand Clausura
|     | Club                           | Sp. | W  | G | V | Pnt. | DV | DT | DS  |
| --- | ------------------------------ | --- | -- | - | - | ---- | -- | -- | --- |
| 1.  | Club Nacional de Football      | 15  | 11 | 1 | 3 | 34   | 27 | 10 | +17 |
| 2.  | CA Peñarol                     | 15  | 10 | 4 | 1 | 34   | 21 | 10 | +11 |
| 3.  | CA Progreso                    | 15  | 9  | 4 | 2 | 33   | 22 | 14 | +8  |
| 4.  | Club Plaza Colonia de Deportes | 15  | 9  | 2 | 4 | 29   | 16 | 9  | +7  |
| 5.  | Cerro Largo FC                 | 15  | 8  | 2 | 5 | 26   | 22 | 17 | +5  |
| 6.  | CA River Plate                 | 15  | 6  | 4 | 5 | 22   | 20 | 19 | +1  |
| 7.  | Liverpool FC                   | 15  | 5  | 6 | 4 | 21   | 14 | 13 | +1  |
| 8.  | CA Boston River                | 15  | 6  | 3 | 6 | 21   | 18 | 19 | –1  |
| 9.  | Defensor Sporting Club         | 15  | 6  | 2 | 7 | 20   | 25 | 22 | +3  |
| 10. | Montevideo Wanderers FC        | 15  | 5  | 4 | 6 | 19   | 19 | 18 | +1  |
| 11. | Racing Club de Montevideo      | 15  | 4  | 3 | 8 | 15   | 20 | 26 | –6  |
| 12. | CA Cerro                       | 15  | 4  | 3 | 8 | 14   | 14 | 22 | –8  |
| 13. | Danubio FC                     | 15  | 3  | 4 | 8 | 13   | 14 | 21 | –7  |
| 14. | CA Fénix                       | 15  | 2  | 5 | 8 | 11   | 17 | 27 | –10 |
| 15. | CA Juventud                    | 15  | 2  | 5 | 8 | 11   | 13 | 23 | –10 |
| 16. | Rampla Juniors FC              | 15  | 2  | 4 | 9 | 10   | 16 | 28 | –12 |

### Legenda
| Kleur | Kwalificatie voor             |
| ----- | ----------------------------- |
|       | Beslissingswedstrijd Clausura |

#### Beslissingswedstrijd
|                                    |            |                     |                           |                                                                         |
| 11 december 2019 20:30 uur (UTC−3) | CA Peñarol | 0 – 2               | Club Nacional de Football | Estadio Centenario, Montevideo Scheidsrechter: Andrés Matonte (Uruguay) |
| 11 december 2019 20:30 uur (UTC−3) |            | Verslag (Soccerway) | 62' Castro 66' Corujo     | Estadio Centenario, Montevideo Scheidsrechter: Andrés Matonte (Uruguay) |

#### Topscorers
| №  | Speler              | Club                      | Goals |
| -- | ------------------- | ------------------------- | ----- |
| 1. | Gonzalo Bergessio   | Club Nacional de Football | 7     |
| 1. | Jonathan Dos Santos | Cerro Largo FC            | 7     |
| 3. | Vier spelers        |                           | 6     |

## Totaalstand
De ploeg met de meeste punten in de totaalstand - de optelling van de Apertura, het Torneo Intermedio en de Clausura - plaatste zich voor de finale van het Campeonato. Indien er twee ploegen gelijk eindigden met de meeste punten, dan zouden ze een beslissingswedstrijd spelen. In het geval dat er drie of meer ploegen gelijk eindigden met de meeste punten, dan zouden de twee ploegen met het beste doelsaldo een beslissingswedstrijd spelen.
De laatste speeldag van de Clausura was niet alleen beslissend voor dat deel van de competitie, maar ook voor de totaalstand. Club Nacional de Football zou de eerste plek behouden als ze minstens hetzelfde resultaat behaalden als CA Peñarol. Bij een gelijkspel van Peñarol en verlies van Nacional zouden beide ploegen gelijk eindigen. Indien Peñarol won en Nacional niet, dan was Peñarol zelfs zeker geweest van de landstitel.
Uiteindelijk won Nacional eenvoudig met 0–3 op bezoek bij CA Juventud. Hiermee verzekerden ze zich van de eerste plek in de totaalstand en een plekje in de finale van het Campeonato.

### Totaalstand
|     | Club                           | Sp. | W  | G  | V  | Pnt. | DV | DT | DS  |
| --- | ------------------------------ | --- | -- | -- | -- | ---- | -- | -- | --- |
| 1.  | Club Nacional de Football      | 37  | 22 | 9  | 6  | 75   | 72 | 33 | +39 |
| 2.  | CA Peñarol                     | 37  | 21 | 11 | 5  | 74   | 58 | 27 | +31 |
| 3.  | Cerro Largo FC                 | 37  | 21 | 6  | 10 | 69   | 56 | 34 | +22 |
| 4.  | CA Progreso                    | 37  | 17 | 12 | 8  | 65   | 58 | 46 | +12 |
| 5.  | Liverpool FC                   | 37  | 16 | 11 | 10 | 59   | 61 | 47 | +14 |
| 6.  | Club Plaza Colonia de Deportes | 37  | 16 | 8  | 13 | 56   | 40 | 37 | +3  |
| 7.  | CA River Plate                 | 37  | 13 | 12 | 12 | 51   | 41 | 52 | –11 |
| 8.  | CA Fénix                       | 37  | 13 | 9  | 15 | 48   | 60 | 63 | –3  |
| 9.  | CA Boston River                | 37  | 12 | 12 | 13 | 48   | 41 | 50 | –9  |
| 10. | Montevideo Wanderers FC        | 37  | 12 | 10 | 15 | 46   | 49 | 56 | –7  |
| 11. | Defensor Sporting Club         | 37  | 12 | 9  | 16 | 45   | 58 | 61 | –3  |
| 12. | Danubio FC                     | 37  | 11 | 8  | 18 | 41   | 41 | 52 | –11 |
| 13. | Racing Club de Montevideo      | 37  | 10 | 7  | 20 | 37   | 50 | 72 | –22 |
| 14. | Rampla Juniors FC              | 37  | 9  | 8  | 20 | 35   | 44 | 62 | –18 |
| 15. | CA Cerro                       | 37  | 9  | 7  | 21 | 33   | 31 | 52 | –21 |
| 16. | CA Juventud                    | 37  | 7  | 11 | 19 | 32   | 39 | 52 | –13 |

### Legenda
| Kleur | Kwalificatie voor |
| ----- | ----------------- |
|       | Finale Campeonato |

#### Topscorers
De Uruguayaan Juan Ignacio Ramírez van Liverpool FC werd topscorer met 24 doelpunten.
| №  | Speler               | Club                           | Goals |
| -- | -------------------- | ------------------------------ | ----- |
| 1. | Juan Ignacio Ramírez | Liverpool FC                   | 24    |
| 2. | Gonzalo Bergessio    | Club Nacional de Football      | 20    |
| 3. | Joaquín Zeballos     | CA Juventud                    | 19    |
| 4. | Nicolás Sosa         | Racing Club de Montevideo      | 16    |
| 4. | Cecilio Waterman     | Club Plaza Colonia de Deportes | 16    |

## Campeonato Uruguayo
Het Campeonato Uruguayo bepaalde de winnaar van de Primera División (of de Copa Uruguaya) 2019. De winnaars van de Apertura (CA Peñarol) en de Clausura (Club Nacional de Football) zouden in de halve finale één wedstrijd spelen en de winnaar daarvan zou zich kwalificeren voor de finale, waarin ze een thuis- en uitduel zouden spelen tegen de nummer een van de totaalstand (Nacional). De finalisten zouden worden aangemerkt als kampioen en vice-kampioen, de overige posities in de eindstand zouden worden bepaald op basis van de totaalstand.
Omdat Nacional zich tweemaal had gekwalificeerd, als winnaar van de Clausura en als nummer een van de totaalstand, betekende dit dat zij aan een zege in de halve finale genoeg hadden om kampioen te worden. Zou Peñarol de halve finale winnen, dan zouden zij het in de finale nogmaals opnemen tegen Nacional.

### Wedstrijdschema
|  | Halve finale | Halve finale |  |  | Finale   | Finale | Finale | Finale |
|  |              |              |  |  |          |        |        |        |
|  |              |              |  |  |          |        |        |        |
|  | Nacional     | 1            |  |  |          |        |        |        |
|  | Peñarol      | 0            |  |  |          |        |        |        |
|  |              |              |  |  |          |        |        |        |
|  |              |              |  |  | Nacional | -      | -      | N.v.t. |
|  |              |              |  |  | Nacional | -      | -      |        |
|  |              |              |  |  |          |        |        |        |

### Halve finale
|                                    |                           |                     |            |                                                             |
| 15 december 2019 17:00 uur (UTC−3) | Club Nacional de Football | 1 – 0               | CA Peñarol | Estadio Centenario, Montevideo Scheidsrechter: Andrés Cunha |
| 15 december 2019 17:00 uur (UTC−3) | Zunino 81'                | Verslag (Soccerway) |            | Estadio Centenario, Montevideo Scheidsrechter: Andrés Cunha |

 Club Nacional de Football wint met 1-0 en is kampioen van Uruguay.

## Ranglijst
De winnaar van de finale werd kampioen van Uruguay, de verliezend finalist werd vice-kampioen. De overige plaatsen werden bepaald op basis van de totaalstand. Indien er geen finale noodzakelijk was, zou ook de tweede plek worden bepaald op basis van de totaalstand.
Dit seizoen gold in Uruguay als kwalificatie voor de Copa Libertadores 2020 en de Copa Sudamericana 2020. In beide toernooien had Uruguay recht op vier deelnemers. In de Copa Libertadores gingen deze plekken naar de top-vier van het eindklassement. Voor de Copa Sudamericana waren de winnaar van het Torneo Intermedio (Liverpool FC) en de verliezer van de halve finale van het Campeonato (CA Peñarol) zeker van een plekje indien ze niet bij de beste vier zouden eindigen. Peñarol eindigde echter wel in de top-vier, waardoor de nummers vijf tot en met zeven deel mochten nemen aan de Copa Sudamericana. Omdat Liverpool vijfde werd, mocht ook de nummer acht meedoen aan de Copa Sudamericana.

### Eindstand
|     | Club                           | Sp. | W  | G  | V  | Pnt. | DV | DT | DS  |
| --- | ------------------------------ | --- | -- | -- | -- | ---- | -- | -- | --- |
| 01. | Club Nacional de Football      | 37  | 22 | 9  | 6  | 75   | 72 | 33 | +39 |
| 2.  | CA Peñarol                     | 37  | 21 | 11 | 5  | 74   | 58 | 27 | +31 |
| 3.  | Cerro Largo FC                 | 37  | 21 | 6  | 10 | 69   | 56 | 34 | +22 |
| 4.  | CA Progreso                    | 37  | 17 | 12 | 8  | 65   | 58 | 46 | +12 |
| 5.  | Liverpool FC                   | 37  | 16 | 11 | 10 | 59   | 61 | 47 | +14 |
| 6.  | Club Plaza Colonia de Deportes | 37  | 16 | 8  | 13 | 56   | 40 | 37 | +3  |
| 7.  | CA River Plate                 | 37  | 13 | 12 | 12 | 51   | 41 | 52 | –11 |
| 8.  | CA Fénix                       | 37  | 13 | 9  | 15 | 48   | 60 | 63 | –3  |
| 9.  | CA Boston River                | 37  | 12 | 12 | 13 | 48   | 41 | 50 | –9  |
| 10. | Montevideo Wanderers FC        | 37  | 12 | 10 | 15 | 46   | 49 | 56 | –7  |
| 11. | Defensor Sporting Club         | 37  | 12 | 9  | 16 | 45   | 58 | 61 | –3  |
| 12. | Danubio FC                     | 37  | 11 | 8  | 18 | 41   | 41 | 52 | –11 |
| 13. | Racing Club de Montevideo      | 37  | 10 | 7  | 20 | 37   | 50 | 72 | –22 |
| 14. | Rampla Juniors FC              | 37  | 9  | 8  | 20 | 35   | 44 | 62 | –18 |
| 15. | CA Cerro                       | 37  | 9  | 7  | 21 | 33   | 31 | 52 | –21 |
| 16. | CA Juventud                    | 37  | 7  | 11 | 19 | 32   | 39 | 52 | –13 |

### Legenda
| Kleur | Kwalificatie voor                    |
| ----- | ------------------------------------ |
|       | Copa Libertadores 2020, groepsfase   |
|       | Copa Libertadores 2020, voorronde    |
|       | Copa Sudamericana 2020, eerste ronde |

### Degradatie
Drie ploegen degradeerden naar de Segunda División; dit waren de ploegen die over de laatste twee seizoenen het minste punten hadden verzameld in de competitie. Aangezien de promovendi (Cerro Largo FC, CA Juventud en Club Plaza Colonia de Deportes) vorig seizoen nog niet in de Primera División speelden, werden de punten gedeeld door het aantal gespeelde wedstrijden.
|     | Club                           | Sp. | 2018 | 2019 | Tot. | Gem. |
| --- | ------------------------------ | --- | ---- | ---- | ---- | ---- |
| 1.  | CA Peñarol                     | 73  | 84   | 74   | 158  | 2,16 |
| 2.  | Club Nacional de Football      | 74  | 85   | 75   | 160  | 2,16 |
| 3.  | Cerro Largo FC                 | 37  | –    | 69   | 69   | 1,86 |
| 4.  | Liverpool FC                   | 74  | 58   | 59   | 117  | 1,58 |
| 5.  | CA Progreso                    | 73  | 49   | 65   | 114  | 1,56 |
| 6.  | Club Plaza Colonia de Deportes | 37  | –    | 56   | 56   | 1,51 |
| 7.  | Defensor Sporting Club         | 73  | 58   | 45   | 103  | 1,41 |
| 8.  | CA River Plate                 | 73  | 49   | 51   | 100  | 1,37 |
| 9.  | Danubio FC                     | 74  | 60   | 41   | 101  | 1,36 |
| 10. | Montevideo Wanderers FC        | 74  | 55   | 46   | 101  | 1,36 |
| 11. | CA Cerro                       | 74  | 59   | 33   | 92   | 1,24 |
| 12. | CA Fénix                       | 74  | 43   | 48   | 91   | 1,23 |
| 13. | CA Boston River                | 73  | 37   | 48   | 85   | 1,16 |
| 14. | Racing Club de Montevideo      | 74  | 47   | 37   | 84   | 1,14 |
| 15. | Rampla Juniors FC              | 74  | 37   | 35   | 72   | 0,97 |
| 16. | CA Juventud                    | 37  | –    | 32   | 41   | 0,86 |

### Legenda
| Kleur | Degradatie naar       |
| ----- | --------------------- |
|       | Segunda División 2020 |

1900 · 1901 · 1902 · 1903 · 1904 · 1905 · 1906 · 1907 · 1908 · 1909 · 1910 · 1911 · 1912 · 1913 · 1914 · 1915 · 1916 · 1917 · 1918 · 1919 · 1920 · 1921 · 1922 · 1923 · 1924 · 1925 · 1926 · 1927 · 1928 · 1929 · 1930 · 1931 · 1932 · 1933 · 1934 · 1935 · 1936 · 1937 · 1938 · 1939 · 1940 · 1941 · 1942 · 1943 · 1944 · 1945 · 1946 · 1947 · 1948 · 1949 · 1950 · 1951 · 1952 · 1953 · 1954 · 1955 · 1956 · 1957 · 1958 · 1959 · 1960 · 1961 · 1962 · 1963 · 1964 · 1965 · 1966 · 1967 · 1968 · 1969 · 1970 · 1971 · 1972 · 1973 · 1974 · 1975 · 1976 · 1977 · 1978 · 1979 · 1980 · 1981 · 1982 · 1983 · 1984 · 1985 · 1986 · 1987 · 1988 · 1989 · 1990 · 1991 · 1992 · 1993 · 1994 · 1995 · 1996 · 1997 · 1998 · 1999 · 2000 · 2001 · 2002 · 2003 ·  2004 · 2005 · 2005/06 · 2006/07 · 2007/08 · 2008/09 · 2009/10 · 2010/11 ·  2011/12 · 2012/13 · 2013/14 · 2014/15 · 2015/16 · 2016 · 2017 · 2018 · 2019 · 2020 · 2021 · 2022 · 2023